# Lisa Lipps
Lisa Lipps (ur. 22 października 1966 w Chicago) – amerykańska aktorka pornograficzna i tancerka erotyczna. Stałą się znana ze swoich dużych implantów piersi. Występowała także jako Starri Knights, Lora Lynn Rutan, Leslie Godfrey i Starry Knights.

## Życiorys
Urodziła się w Chicago w stanie Illinois. W wieku 19 lat po raz pierwszy przeszła operację powiększania piersi. Rozpoczęła karierę w branży dla dorosłych jako tancerka egzotyczna. Pojawiła się potem w licznych czasopismach pornograficznych i filmach, w tym z Peterem Northem w Sascha Alexander Productions Sarah Young's Private Fantasies 1 (1991) i z Jeanem Valjeanem w Big Tit POV (2005), Breast Sex (2006) i Tit Attack (2008).
W roku 1997 Lipps gościła w programie telewizyjnym Potyczki Jerry’ego Springera, a rok później wystąpiła w programie Howarda Sterna – The Howard Stern Show (1998).
W 2000 roku została jedną z najlepszych egzotycznych tancerek w USA.
W 2006 roku Lipps przeprowadziła się do Las Vegas w stanie Nevada.
W 2008 roku związała się z agencją LA Direct Models.
Poza planem filmowym spotykała się z Julianem, Christianem XXX, Stevenem St. Croixem i Markiem Davisem.